# Tomáš Sivok
Tomáš Sivok (* 15. září 1983 Pelhřimov) je bývalý český profesionální fotbalista, který hrával na pozici středního obránce. Nyní působí ve vedení českého klubu AC Sparta Praha jako sportovní manažer A-týmu. Svoji hráčskou kariéru ukončil v roce 2020 v dresu Českých Budějovic. Po ukončení své kariéry se stal v srpnu 2021 sportovním manažerem Dynama České Budějovice. V této funkci skončil v únoru 2022.
Prošel angažmá v ČR, Itálii, Turecku a Izraeli.

## Klubová kariéra
Do Sparty přišel v roce 2003 z druholigových Českých Budějovic a smlouvu s pražským týmem uzavřel do 30. června 2008. V září 2005 se stal sparťanským kapitánem. 27. září 2005 si v zápase Ligy mistrů UEFA proti švýcarskému FC Thun vážně poranil pravé koleno (přetržený křížový vaz), což jej vyřadilo na 6 měsíců ze hry.
V lednu 2007 odešel na své první zahraniční angažmá, do italského klubu Udinese Calcio. V zimním přestupovém období sezony 2007/08 přišel zpět do Sparty na půlroční hostování.

### Beşiktaş Istanbul
V červnu 2008 podepsal čtyřletou smlouvu s předním tureckým klubem Beşiktaş JK. Hned ve své první sezóně 2008/09 získal s týmem titul v turecké nejvyšší fotbalové soutěži Süper Lig.
V roce 2009 vyhrál turecký pohár, když ve finále porazil Beşiktaş městského rivala Fenerbahçe SK 4:2. Tomáš Sivok odehrál celý zápas a dostal žlutou kartu.
Triumf v poháru si s týmem zopakoval po dvou letech, v roce 2011. Ve finálovém utkání proti Büyüksehiru favorizovaný Beşiktaş prohrával 12 minut před koncem 1:2. Po rozehrání trestného kopu skóroval hlavou právě Tomáš Sivok a zápas se poté prodlužoval. V penaltovém rozstřelu zvítězili hráči Beşiktaşe.

Později vypukla v Turecku velká korupční aféra a z Beşiktaşe byli obviněni trenér Tayfur Havtucu a zástupce ředitele Serdar Adali. Klub se rozhodl pohár vrátit turecké fotbalové federaci, než bude kauza vyšetřena.
V červnu 2012 mu v tureckém klubu skončila smlouva, Beşiktaş mu nabídl před Eurem 2012 novou s horšími podmínkami. Sivok a jeho agent Jiří Müller se rozhodli počkat do skončení šampionátu, což se vyplatilo. Zájem projevily mj. kluby Juventus FC, Sevilla FC, FK Spartak Moskva a ve hře byla i lukrativní nabídka ze Saúdské Arábie. Beşiktaş poté nabídl novou výrazně vylepšenou smlouvu, se kterou český hráč souhlasil, podepsal ji na 3 roky s opcí.
V ligové sezoně 2012/13 se trefil poprvé v turecké lize 17. září proti hostujícímu Elazığsporu, v 64. minutě zvyšoval na 2:0 a Beşiktaş nakonec zvítězil doma 3:0. Druhý gól zaznamenal 26. října 2012 proti domácí Kasımpaşe, brankou na 3:1 uzavíral v 53. minutě gólový účet zápasu. Potřetí se trefil 22. prosince 2012 v domácím utkání proti Kayserisporu, ve 45. minutě zvyšoval na 2:0. Beşiktaş nakonec vyhrál 3:1. 21. prosince 2013 vstřelil gól v utkání 16. kola Süper Lig sezóny 2013/14 proti Elazığsporu, čímž přispěl k vítězství svého mužstva 4:2.

### Bursaspor
V červnu 2015 se dohodl na smlouvě s tureckým klubem Bursaspor. V Bursasporu působil 2 sezóny.

### Maccabi Petah Tikva
V červenci 2017 přestoupil z Turecka do izraelského klubu Maccabi Petah Tikva, kde se dohodl na dvouleté smlouvě. Zde odehrál celkem 17 zápasů a vstřelil 4 góly. Na konci sezóny 2018/2019 mu v tomto klubu vypršel smluvní kontrakt.

### SK Dynamo České Budějovice
V září roku 2019 podepsal - jako volný hráč - „staronové“ angažmá v klubu SK Dynamo České Budějovice. . Zde poprvé za Dynamo nastoupil v domácím utkání dne 15.09.2019, který se uskutečnil proti týmu FC Baník Ostrava. Na konci tohoto zápasu (za stavu 1:2 pro Baník Ostrava) obdržel Sivok v krátkém časovém rozmezí dvě sporné žluté karty a tak u svého návratu do českého prvoligového fotbalu zažil hořkost červené karty. 

## Reprezentační kariéra

### Mládežnické výběry
K reprezentačním zápasům nastupuje Tomáš Sivok již od svých patnácti let, prošel všemi mládežnickými kategoriemi (vyjma olympijské do 23 let). Je to jeden z nejtalentovanějších českých hráčů a bývalý kapitán reprezentace do 21 let.
Reprezentoval ČR na Mistrovství světa hráčů do 20 let 2003 ve Spojených arabských emirátech, kde český tým po remízách 1:1 s Austrálií a s Brazílií a porážce 0:1 s Kanadou obsadil nepostupové čtvrté místo v základní skupině C. Tomáš absolvoval všechny tři zápasy v základní sestavě, navíc nosil kapitánskou pásku.
Bilance:
- reprezentace do 15 let: 10 utkání (6 výher, 3 remízy, 1 prohra), 2 vstřelené góly
- reprezentace do 16 let: 22 utkání (12 výher, 6 remíz, 4 prohry), 2 vstřelené góly
- reprezentace do 17 let: 8 utkání (3 výhry, 5 remíz), 0 vstřelených gólů
- reprezentace do 18 let: 1 utkání (1 prohra), 0 vstřelených gólů
- reprezentace do 19 let: 8 utkání (4 výhry, 3 remízy, 1 prohra), 1 vstřelený gól
- reprezentace do 20 let: 10 utkání (3 výhry, 2 remízy, 5 proher), 2 vstřelené góly
- reprezentace do 21 let: 14 utkání (6 výher, 6 remíz, 2 prohry), 2 vstřelené góly

### A-mužstvo
Za český reprezentační "A" tým poprvé nastoupil 3. září 2005 proti Rumunsku v Konstanci (Rumunsko vyhrálo kvalifikační zápas na MS 2006 2:0, Sivok vystřídal na hřišti v 59. minutě René Bolfa).
Po evropském šampionátu 2012 nastoupil v prvním přátelském utkání nového reprezentačního cyklu 15. srpna 2012 ve Lvově proti domácí Ukrajině (0:0), 8. září v Kodani proti Dánsku (kvalifikační zápas o MS 2014 v Brazílii, opět 0:0) a v dalším přátelském utkání v Teplicích proti Finsku 11. září (prohra 0:1). Objevil se v základní sestavě v kvalifikačním zápase 12. října proti Maltě. Po čtyřzápasovém střeleckém trápení českého týmu bez vstřeleného gólu (mimo tří výše zmíněných zápasů ještě prohra 0:1 z evropského šampionátu s Portugalskem)  zvítězila ČR 3:1, v nastaveném čase chytil ještě Petr Čech přísně nařízený pokutový kop. 16. října 2012 nastoupil Sivok v Praze v kvalifikačním zápase s Bulharskem (0:0). 14 listopadu 2012 odehrál první poločas přátelského zápasu se Slovenskem v Olomouci, pak jej na hřišti nahradil slávistický stoper Martin Latka. Český národní tým vyhrál nad Slovenskem 3:0. 6. února 2013 nastoupil v přátelském utkání v Manise proti domácímu Turecku, Česká republika zvítězila 2:0. 22. března odehrál na Andrově stadionu v Olomouci kvalifikační zápas s Dánskem, český výběr podlehl soupeři 0:3.
10. října 2014 prožil specifický zápas v kvalifikaci na EURO 2016, nastoupil v reprezentaci poprvé od listopadu 2013 na stadionu Şükrü Saracoğlu Stadyumu jako soupeř proti tureckému národnímu týmu a přispěl svým gólem k výhře 2:1. Trenér Pavel Vrba jej nominoval poté, co se Sivok po zranění kolene opět probojoval do základní sestavy tureckého klubu Beşiktaş JK. Podal vynikající výkon, jeho zkušenosti s tureckým prostředím týmu pomohly.

#### EURO 2008
Tomáš Sivok se zúčastnil i mistrovství Evropy ve fotbale 2008, které se konalo v Rakousku a Švýcarsku, k žádnému zápasu na turnaji však nenastoupil (úvodní výhra nad Švýcarskem 1:0, prohry s Portugalskem 1:3 a s Tureckem 2:3). ČR skončila na nepostupovém 3. místě základní skupiny A.

#### EURO 2012
Svůj první start na evropském šampionátu si připsal až 8. června 2012 na mistrovství Evropy ve fotbale 2012 v základní skupině A proti Rusku, utkání český tým prohrál 1:4. Hrál i další dva zápasy základní skupiny ve Vratislavi (výhra 2:1 s Řeckem a výhra 1:0 nad Polskem) a čtvrtfinále proti Portugalsku (prohra ČR 0:1 po gólu Cristiana Ronalda). Odehrál všechna 4 utkání českého týmu na šampionátu, aniž by střídal.

#### EURO 2016
Trenér Pavel Vrba jej zařadil do závěrečné 23členné nominace na EURO 2016 ve Francii. V základní skupině D odehrál všechny tři zápasy: proti Španělsku (porážka 0:1), proti Chorvatsku (remíza 2:2) a proti Turecku (porážka 0:2). Český tým obsadil se ziskem jediného bodu poslední čtvrté místo skupiny.

### Reprezentační góly
Reprezentační góly Tomáše Sivoka za A-mužstvo české reprezentace 
| Gól                | Datum        | Stadion                                        | Soupeř     | Skóre (min.) | Výsledek | Soutěž                   |
| ------------------ | ------------ | ---------------------------------------------- | ---------- | ------------ | -------- | ------------------------ |
| 010                | 25. 5. 2010  | Rentschler Field, USA                          | USA        | 01:1 0(44.)  | 2:4      | přátelský zápas          |
| 02                 | 9. 2. 2011   | Stadion Aldo Drosina, Pula, Chorvatsko         | Chorvatsko | 02:1 0(20.)  | 4:2      | přátelský zápas          |
| 03                 | 11. 11. 2011 | Letná, Praha                                   | Černá Hora | 02:0 0(92.)  | 2:0      | baráž o EURO 2012        |
| 04                 | 10. 10. 2014 | Şükrü Saracoğlu Stadyumu, Istanbul, Turecko    | Turecko    | 01:1 00(15.) | 1:2      | kvalifikace na EURO 2016 |
| 05                 | 13. 11. 2015 | Městský stadion v Ostravě-Vítkovicích, Ostrava | Srbsko     | 01:0 0(17.)  | 4:1      | přátelský zápas          |
| Platí k 7. 7. 2017 |              |                                                |            |              |          |                          |

## Osobní život
Během svých školních let hrál basketbal, tenis a volejbal. Nedostudoval na sportovním gymnáziu v Českých Budějovicích. V polovině roku 2006 se stal tváří vládní kampaně Spolu proti rasismu.

## Úspěchy
- 2000: účastník mistrovství Evropy hráčů do 16 let, Izrael (2. místo)
- 2002: účastník mistrovství Evropy hráčů do 19 let, Norsko (základní skupina)
- 2003: účastník mistrovství Evropy hráčů do 20 let, Saúdská Arábie (základní skupina)
- 2003: mistr české ligy (AC Sparta Praha)
- 2004: postup do 1. ligy (SK České Budějovice)
- 2004: vítěz Poháru ČMFS (AC Sparta Praha)
- 2005: mistr české ligy (AC Sparta Praha)
- 2006: vítěz Poháru ČMFS (AC Sparta Praha)
- 2008: účastník Mistrovství Evropy v Rakousku a Švýcarsku (základní skupina)
- 2009: vítěz Tureckého poháru (Beşiktaş JK)
- 2011: vítěz Tureckého poháru (Beşiktaş JK)
- 2012: účastník Mistrovství Evropy v Polsku a na Ukrajině (čtvrtfinále)
- 2016: účastník Mistrovství Evropy ve Francii (základní skupina)